# Llista de rellotges de sol de la Vall d'Aran
Llista de rellotges de sol instal·lats de forma permanent en espais públics de la comarca de la Vall d'Aran.

## Vielha
| Nom                      | Descripció | Localització                        | Coordenades                                          | Fitxa | Imatge                  |
| ------------------------ | ---------- | ----------------------------------- | ---------------------------------------------------- | ----- | ----------------------- |
| Rellotge de sol a Vielha |            | Vielha Avenguda deth Pas d'Arró, 14 | 42° 42′ 04″ N, 0° 47′ 48″ E / 42.701062°N,0.796616°E |       | Carregueu una nova foto |